# Polygonum lichiangense
Polygonum lichiangense là một loài thực vật có hoa trong họ Rau răm. Loài này được W.W. Sm. miêu tả khoa học đầu tiên năm 1914.